# Acacia hamulosa
Acacia hamulosa é uma espécie de leguminosa do gênero Acacia, pertencente à família Fabaceae.